# Церковь Святого Григория Просветителя (Ани)
Церковь Святого Григория Просветителя (арм. Սուրբ Գրիգոր Լուսավորչի տաճար — Сурб Григор Лусаворич, также известный как Гагикашен арм. Գագիկաշեն, Гагкашен) — армянская церковь, построенная в 1001—1020 годах царем Гагиком I непосредственно после того, как он завершил строительство собора Ани. Расположен в городе Ани, Турция.

## История
Гагикашен был построен по образцу и даже по размерам Звартноца. Церковь была раскопана в 1906 году на западной части территории города Ани, недалеко от ущелья Цахкоцадзора. Вместе с плохо сохранившимися остатками храма была извлечена каменная статуя царя Гагика I Багратуни.
Структура церкви никогда не была очень стабильной и в 1013 году пришлось провести усиление, включая добавление значительного количества дополнительной кладки вокруг двух средних колонн каждой апсиды, превратив их в опоры. Эти консолидации не увенчались успехом, и вскоре после этого церковь рухнула. 
Руины были раскопаны в 1906 году Николаем Марром. Его раскопки выявили план церкви и обнаружили множество предметов поклонения. Подробный отчет о раскопках этой церкви содержится в книге Марра 1934 года «Ани: Книжная история города и раскопки на месте городища». 

## Устройство церкви
Архитектором Гагикашена был Трдат, который также проектировал собор Ани. По своему плану и размерам Гагикашен напоминал храм Звартноц. Это была трехэтажная церковь, с 36-ю окнами, 36-ю внутренними арками, и 3-мя дверьми, карнизы которых были покрыты скульптурами. После обрушения церкви в XIII веке, упавшая каменная кладка была использована для строительства домов вокруг развалин, а затем руины были покрыты землей. Ко второй половине XIX века от церкви виднелась только часть стены на холме. Поскольку сохранился только фундамент, точный внешний вид здания неизвестен.